# Nati nel 1922/Maggio
| Questa pagina contiene informazioni ricavate automaticamente dalle voci biografiche con l'ausilio del template Bio e di un bot. L'aggiornamento è periodico e automatico e ricostruisce completamente la pagina. Se manca una persona in questa lista, sei pregato di non aggiungerla, ma accertati piuttosto che la sua voce biografica contenga il template Bio e che i dati anagrafici siano correttamente compilati. Se il template Bio manca, inseriscilo tu stesso o, in alternativa, metti l'avviso {{tmp\|Bio}} che ne segnala la mancanza. Se i dati riportati sono sbagliati, correggi direttamente la voce biografica; le modifiche saranno visibili in questa lista entro pochi giorni. Per chiarimenti vedi il progetto biografie. La lista contiene solo le 173 persone che sono citate nell'enciclopedia e per le quali è stato implementato correttamente il template Bio. Pagina aggiornata al 2 ago 2025. |

- 1º maggio - Predrag Đajić, calciatore jugoslavo († 1979)
- 1º maggio - Vincenzo Gatto, politico italiano († 2005)
- 1º maggio - Tad Mosel, drammaturgo e sceneggiatore statunitense († 2008)
- 1º maggio - Giuseppe Prestipino, filosofo, sociologo e politico italiano († 2020)
- 2 maggio - Roscoe Lee Browne, attore e doppiatore statunitense († 2007)
- 2 maggio - Luděk Brož, teologo, giornalista e traduttore ceco († 2003)
- 2 maggio - Mattia Coppola, politico italiano
- 2 maggio - Piero Della Seta, politico, saggista e giornalista italiano († 2001)
- 2 maggio - Guerino Galzerano, scultore italiano († 2002)
- 2 maggio - Vladimir Hudolin, neurologo e psichiatra jugoslavo († 1996)
- 2 maggio - George C. Pimentel, chimico statunitense († 1989)
- 2 maggio - Serge Reggiani, attore e cantante italiano († 2004)
- 2 maggio - Carlos Roselló, cestista uruguaiano
- 2 maggio - Carlo Veo, sceneggiatore e regista italiano († 1995)
- 2 maggio - Vincenzo Voccia, calciatore italiano
- 3 maggio - Sergio Andreoli, calciatore e allenatore di calcio italiano († 2002)
- 3 maggio - Robert De Niro, pittore, poeta e scultore statunitense († 1993)
- 3 maggio - Francesco Paredi, calciatore italiano
- 3 maggio - Roberto Quercetani, giornalista italiano († 2019)
- 3 maggio - Len Shackleton, calciatore britannico († 2000)
- 4 maggio - Bruno Eugenio Ballan, partigiano, politico e sindacalista italiano († 2004)
- 4 maggio - Frances Marie Burke, modella e attrice statunitense († 2017)
- 4 maggio - Eugenie Clark, ittiologa statunitense († 2015)
- 4 maggio - Giovanni Paolo Gibertini, vescovo cattolico italiano († 2020)
- 4 maggio - Francesco Petrullo, politico italiano
- 4 maggio - Alex Randolph, autore di giochi statunitense († 2004)
- 5 maggio - Arif Heralić, operaio jugoslavo († 1971)
- 5 maggio - Monica Lewis, attrice statunitense († 2015)
- 5 maggio - Stan Patrick, cestista e allenatore di pallacanestro statunitense († 2000)
- 5 maggio - Joseph Stefano, sceneggiatore, compositore e produttore televisivo statunitense († 2006)
- 6 maggio - Enrico Auletta, calciatore italiano († 1997)
- 6 maggio - Jos Beenhakkers, calciatore olandese († 1980)
- 6 maggio - Choi Song-gon, calciatore sudcoreano († 1951)
- 6 maggio - Vladimir Abramovič Ėtuš, attore russo († 2019)
- 6 maggio - Armando Franco, vescovo cattolico italiano († 1997)
- 6 maggio - Dick Graham, calciatore e allenatore di calcio inglese († 2013)
- 6 maggio - Carlos Moorhead, politico statunitense († 2011)
- 6 maggio - Spasoje Nikolić, calciatore e allenatore di calcio jugoslavo († 1978)
- 7 maggio - Giovanni Boffa, poeta e insegnante svizzero († 2002)
- 7 maggio - Tony Leblanc, attore e regista spagnolo († 2012)
- 7 maggio - David Letham, calciatore scozzese († 2007)
- 7 maggio - Giorgio Ottone Levitz, militare, aviatore e partigiano italiano († 1944)
- 7 maggio - Darren McGavin, attore statunitense († 2006)
- 7 maggio - Raimondo Rimondi, scultore e pittore italiano († 2007)
- 7 maggio - Ingvar Rydell, calciatore svedese († 2013)
- 7 maggio - Raimondo Vianello, attore, comico e conduttore televisivo italiano († 2010)
- 8 maggio - Jan Everse, calciatore olandese († 1974)
- 8 maggio - Raymond Franz, predicatore statunitense († 2010)
- 8 maggio - Bernardin Gantin, cardinale e arcivescovo cattolico beninese († 2008)
- 8 maggio - Ugo Grappasonni, golfista italiano († 1999)
- 8 maggio - Stephen Kim Sou-hwan, cardinale e arcivescovo cattolico sudcoreano († 2009)
- 8 maggio - Max Mangold, linguista tedesco († 2015)
- 8 maggio - Tamasese Lealofi IV, politico samoano († 1983)
- 9 maggio - Manuel Capela, calciatore portoghese
- 10 maggio - Margaret Field, attrice statunitense († 2011)
- 10 maggio - Antonio Ghirelli, giornalista, scrittore e saggista italiano († 2012)
- 10 maggio - Krešo Golik, regista e sceneggiatore croato († 1996)
- 10 maggio - Nancy Walker, attrice e regista statunitense († 1992)
- 11 maggio - Nestor Chylak, arbitro di baseball statunitense († 1982)
- 11 maggio - Béla Egresi, calciatore ungherese († 1999)
- 11 maggio - Jean Engels, ciclista su strada belga († 1972)
- 11 maggio - Leslie Thomas Manser, militare e aviatore britannico († 1942)
- 12 maggio - Marco Denevi, scrittore, giornalista e avvocato argentino († 1998)
- 12 maggio - Roy Salvadori, pilota automobilistico inglese († 2012)
- 13 maggio - Lillian Adams, attrice statunitense († 2011)
- 13 maggio - Otl Aicher, designer tedesco († 1991)
- 13 maggio - Bea Arthur, attrice e doppiatrice statunitense († 2009)
- 13 maggio - Billy Gabor, cestista statunitense († 2019)
- 13 maggio - Gladys Heldman, dirigente sportiva, editrice e tennista statunitense († 2003)
- 13 maggio - Don Weis, regista statunitense († 2000)
- 14 maggio - Agha Hasan Abedi, banchiere pakistano († 1995)
- 14 maggio - Sinan Hasani, politico jugoslavo († 2010)
- 14 maggio - Franjo Tuđman, politico e militare croato († 1999)
- 14 maggio - Bruno Zucchelli, calciatore italiano
- 15 maggio - Renato Boeri, neurologo e partigiano italiano († 1994)
- 15 maggio - Adil Çarçani, politico albanese († 1997)
- 15 maggio - Xïwaz Qaýırqızı Dospanova, aviatrice e militare sovietica († 2008)
- 15 maggio - Selma Engel-Wijnberg, superstite dell'Olocausto olandese († 2018)
- 15 maggio - Angelo Pennoni, fotografo italiano († 1993)
- 15 maggio - Albert Pick, numismatico tedesco († 2015)
- 15 maggio - Carlo Ferdinando Russo, grecista e filologo classico italiano († 2013)
- 15 maggio - Sigurd Schmidt, storico russo († 2013)
- 15 maggio - Jakuchō Setouchi, scrittrice e monaca buddista giapponese († 2021)
- 16 maggio - Madeleine Biardeau, indologa e storica delle religioni francese († 2010)
- 16 maggio - Alexander Colin Cole, genealogista inglese († 2001)
- 16 maggio - Uberto Revelli, partigiano italiano († 2006)
- 16 maggio - Lamberto Sechi, giornalista italiano († 2011)
- 16 maggio - Otmar Suitner, direttore d'orchestra e pianista austriaco († 2010)
- 16 maggio - Charlie Wayman, calciatore inglese († 2006)
- 17 maggio - Bruno Mezzacapo, calciatore italiano († 2001)
- 17 maggio - Jean Rédélé, imprenditore e pilota automobilistico francese († 2007)
- 18 maggio - Mario Casalinuovo, politico italiano († 2018)
- 18 maggio - Salvatore Lauricella, politico italiano († 1996)
- 18 maggio - Bill Macy, attore statunitense († 2019)
- 18 maggio - Pantaleo Magurano, calciatore italiano
- 18 maggio - Jacques Martin, filosofo e traduttore francese († 1964)
- 18 maggio - Evelyn Ntoko Mase, infermiera sudafricana († 2004)
- 18 maggio - Kai Winding, trombonista e compositore statunitense († 1983)
- 19 maggio - Herbert Burdenski, allenatore di calcio e calciatore tedesco († 2001)
- 19 maggio - Dora Doll, attrice francese († 2015)
- 19 maggio - Piero Urati, partigiano italiano († 2011)
- 19 maggio - Giovanni Venturi, politico italiano († 2015)
- 20 maggio - Gabriel Ferrater, poeta spagnolo († 1972)
- 20 maggio - Ilo Mariotti, politico italiano († 1992)
- 20 maggio - Dick Mehen, cestista statunitense († 1986)
- 20 maggio - Cassio Morosetti, fumettista italiano († 2020)
- 20 maggio - Francesco Spinelli, politico italiano († 2009)
- 20 maggio - Börje Tapper, calciatore svedese († 1981)
- 20 maggio - Stan Waxman, cestista e allenatore di pallacanestro statunitense († 2013)
- 21 maggio - Jorge Andrade, drammaturgo, sceneggiatore e autore televisivo brasiliano († 1984)
- 21 maggio - Alfredo Censi, attore, doppiatore e direttore del doppiaggio italiano († 1995)
- 21 maggio - Michael Collins, attore britannico († 1979)
- 21 maggio - Carmine Di Giosia, militare italiano († 1943)
- 21 maggio - Pio Laghi, cardinale e arcivescovo cattolico italiano († 2009)
- 21 maggio - Fosco Montini, carabiniere e partigiano italiano († 1944)
- 21 maggio - Augusto Murer, scultore, pittore e partigiano italiano († 1985)
- 22 maggio - Ascenzo Botta, pugile italiano († 1988)
- 22 maggio - Nicola Corretto, politico italiano († 1998)
- 22 maggio - Quinn Martin, produttore televisivo e sceneggiatore statunitense († 1987)
- 22 maggio - John van Dreelen, attore olandese († 1992)
- 22 maggio - Aldo Venturini, politico italiano († 2010)
- 23 maggio - Wolmer Beltrami, fisarmonicista e compositore italiano († 1999)
- 23 maggio - Clara Colosimo, attrice italiana († 1994)
- 23 maggio - Erik Holmberg, calciatore e allenatore di calcio norvegese († 1998)
- 23 maggio - Jacob Saltiel, allenatore di pallacanestro israeliano († 1988)
- 24 maggio - Ole Bakken, cestista canadese († 1992)
- 24 maggio - Howie Dallmar, cestista e allenatore di pallacanestro statunitense († 1991)
- 24 maggio - Ferruccio De Ceresa, attore italiano († 1993)
- 24 maggio - Wanda Lattes, giornalista e scrittrice italiana († 2018)
- 24 maggio - Gennaro Manna, scrittore, critico letterario e saggista italiano († 1990)
- 24 maggio - Siobhán McKenna, attrice irlandese († 1986)
- 24 maggio - Don Megowan, attore statunitense († 1981)
- 24 maggio - Horst Rippert, aviatore e giornalista tedesco († 2013)
- 24 maggio - Gonçalo Ribeiro Telles, politico portoghese († 2020)
- 25 maggio - Enrico Berlinguer, politico italiano († 1984)
- 25 maggio - Mario Ferrero, regista italiano († 2012)
- 25 maggio - Giancarlo Morelli, politico italiano († 2013)
- 25 maggio - Gerhard Taschner, violinista e insegnante tedesco († 1976)
- 26 maggio - Pietro Bassi, fisico italiano († 1984)
- 26 maggio - John Christensen, cestista e pallamanista danese († 2005)
- 26 maggio - Malvina Garrone Ronchi Della Rocca, partigiana italiana († 2016)
- 26 maggio - Gresham Sykes, sociologo e criminologo statunitense († 2010)
- 26 maggio - Jacques Hilling, attore francese († 1975)
- 26 maggio - Herbert Schade, mezzofondista tedesco († 1994)
- 27 maggio - Mirella Avalle, velocista italiana († 2012)
- 27 maggio - Otto Carius, militare tedesco († 2015)
- 27 maggio - Christopher Lee, attore e cantante britannico († 2015)
- 27 maggio - Ray Montgomery, attore statunitense († 1998)
- 27 maggio - Virginio Salimbeni, ciclista su strada italiano († 2011)
- 27 maggio - Bianca Toccafondi, attrice italiana († 2004)
- 28 maggio - José Craveirinha, poeta mozambicano († 2003)
- 28 maggio - Giuliana Dal Pozzo, giornalista e scrittrice italiana († 2013)
- 28 maggio - Roger Fisher, saggista statunitense († 2012)
- 28 maggio - Agustín Gaínza, calciatore e allenatore di calcio spagnolo († 1995)
- 28 maggio - Stellan Nilsson, calciatore svedese († 2003)
- 29 maggio - Franco Cassano, pianista, compositore e arrangiatore italiano († 2016)
- 29 maggio - Hans Löhr, attore tedesco († 1942)
- 29 maggio - Carlo Montarsolo, pittore italiano († 2005)
- 29 maggio - Jacques Morel, attore cinematografico francese († 2008)
- 29 maggio - Edith Roger, regista teatrale, ballerina e coreografa norvegese († 2023)
- 29 maggio - Joe Weatherly, pilota automobilistico e pilota motociclistico statunitense († 1964)
- 29 maggio - Iannis Xenakis, compositore, ingegnere e architetto greco († 2001)
- 30 maggio - Jenny-Wanda Barkmann, militare tedesca († 1946)
- 30 maggio - Clara Betner, mezzosoprano italiano († 2012)
- 30 maggio - Hal Clement, scrittore di fantascienza statunitense († 2003)
- 30 maggio - James Olds, psicologo statunitense († 1976)
- 30 maggio - Cesare Peverelli, pittore italiano († 2000)
- 30 maggio - Carlo Reddi, partigiano italiano († 1945)
- 31 maggio - Elisabetta d'Asburgo-Lorena, nobile austriaca († 1993)
- 31 maggio - Bob Dykstra, cestista statunitense († 1994)
- 31 maggio - Denholm Elliott, attore britannico († 1992)
- 31 maggio - Larry Killick, cestista statunitense († 2013)
- 31 maggio - Ettore Paganini, pittore italiano († 1986)